# Tranvia Salerno-Pompei
La tranvia Salerno - Pompei era una linea tranviaria che univa il capoluogo di Salerno con la città di Pompei, attraverso i centri dell'agro nocerino sarnese.
Inaugurata nel 1911 la linea venne sostituita nel 1938 sullo stesso percorso da una filovia, in seguito anch'essa dismessa.

## Storia

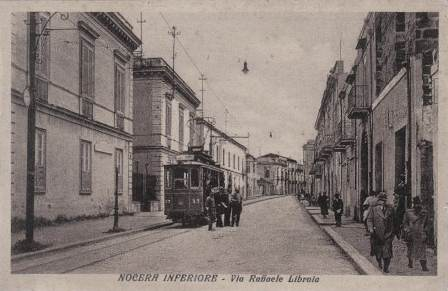
Nocera Inferiore, via Libroia

Dopo alcuni infruttuosi tentativi di realizzare un impianto tranviario tra Cava de' Tirreni e Salerno a cura di un gruppo di concessionari guidati da tale ingegner Tajani, quest'ultimo cedette nel 1906 il relativo progetto a Edgard Iosz, delegato di un gruppo finanziario belga che il 18 ottobre dello stesso anno costituì a Bruxelles la società Tramways Électriques de la Province de Salerne (TEPS). Nel febbraio 1907 si costituì a sua volta un consorzio fra i comuni interessati allo scopo di ottenere dalla Provincia la concessione per l'uso del suolo stradale, che viene dunque assegnata alla TEPS consentendo l'avvio dei lavori di costruzione.
La prima tratta della tranvia Salerno - Pompei venne inaugurata il 4 agosto 1909 e collegava la stazione del capoluogo salernitano con Cava de' Tirreni, seguita il 23 marzo 1910 dalla Cava de' Tirreni-Pagani; per il termine dei lavori si dovette aspettare il 15 giugno 1911 quando il tram raggiunse Pompei con il capolinea posto sul corso principale.
Un primo servizio urbano interno a Salerno fu avviato nel 1912, con corse che collegavano il Teatro Verdi con la stazione ferroviaria; tale servizio venne prolungato il 14 agosto 1922 fino al porto, in considerazione della crescente urbanizzazione della città e della necessità di collegare gli stabilimenti balneari nel periodo estivo. Ad esso fece seguito, il 16 febbraio 1924, un analogo prolungamento lato Pompei, con spostamento del capolinea presso la stazione di Pompei Santuario della Circumvesuviana, offrendo l'interscambio con la ferrovia Napoli - Poggiomarino: proprio per venire incontro alle esigenze economiche degli utenti venne applicata una tariffa integrata tra i due vettori di trasporto.
Nel 1920 alla guida della Tramways Électriques de la Province de Salerne, sull'onda delle spinte politiche del tempo, subentrò una cordata di imprenditori locali presieduti dal commendator Michele Coppola; spostata la sede legale in Italia, a Cava de' Tirreni, l'azienda mantenne la sigla TEPS mutando però il nome in Tranvie Elettriche della Provincia di Salerno.
Nel corso degli anni a Salerno la linea rappresentò l'ossatura principale sulla quale si sviluppò la rete tranviaria urbana; il 28 ottobre 1928 venne infatti inaugurata la diramazione urbana Teatro Verdi-Fratte, collaudata però solo il 7 giugno 1930. Nel momento di massimo splendore la rete arrivò dunque arrivò a contare 5 linee:
- Salerno Ferrovia - Cava de' Tirreni
- Salerno Ferrovia - Valle di Pompei
- Salerno Teatro Verdi - Fratte (urbana)
- Salerno Teatro Verdi - Ferrovia (urbana)
- Salerno Ferrovia - Porto (urbana)

Ultimo sussulto fu l'acquisto di altri 4 tram, con due piccoli rimorchi, provenienti dalla Officine Meridionali di Napoli nel 1930. Lo sviluppo della mobilità su gomma e la nascita di nuove realtà di trasporto come il filobus, portarono alla chiusura della linea: nel 1938 la linea da Salerno a Pagani venne sostituita da filobus, mentre la restante parte subirà la stessa sorte circa un decennio dopo. Il 4 gennaio 1952 la tranvia venne definitivamente chiusa, sostituita da filobus, anch'esso poi dismesso negli anni successivi. Della tranvia rimangono diverse tracce come ponti e pali per l'elettrificazione e il deposito di Pagani.

## Caratteristiche
|  | Continuation backward |  | Continuation backward |  |

|  | Station on track | Unknown route-map component "uexKBHFa" | Station on track |  |

|  | Stop on track | Unknown route-map component "uexBHF" | Stop on track |  |

|  | Straight track | Unused straight waterway | One way leftward | Unknown route-map component "CONTfq" |

|  | Straight track | Unknown route-map component "uexBHF" |  |  |

| Unknown route-map component "uexSTR+l" | Unknown route-map component "emTHSTxu" | Unknown route-map component "uexSTRr" |  |  |

| Unknown route-map component "uexHST" | Stop on track |  |  |  |

| Unknown route-map component "uexHST" | Station on track |  |  |  |

| Unknown route-map component "uexBHF" | Station on track |  |  |  |

| Unused straight waterway | Station on track |  |  |  |

| Unknown route-map component "uexHST" | Straight track |  |  |  |

| Unused straight waterway | Unknown route-map component "ABZgl" | Unknown route-map component "CONTfq" |  |  |

| Unknown route-map component "uexHST" | Straight track |  |  |  |

| Unused straight waterway | Stop on track |  |  |  |

| Unknown route-map component "uexHST" | Straight track |  |  |  |

| Unknown route-map component "uexBHF" | Straight track |  |  |  |

| Unknown route-map component "uexBHF" | Straight track |  |  |  |

| Unknown route-map component "uexBHF" | Stop on track |  |  |  |

| Unknown route-map component "uexBHF" | Straight track |  |  |  |

| Unknown route-map component "uexBHF" | Stop on track |  |  |  |

| Unknown route-map component "uexBHF" | Straight track |  |  |  |

| Unknown route-map component "uexHST" | Straight track |  |  |  |

| Unknown route-map component "uexHST" | Station on track |  |  |  |

| Unused straight waterway | Stop on track |  |  |  |

| Unknown route-map component "uexKBHFe" | Station on track |  |  |  |

| Continuation forward |

Al momento dell'inaugurazione la linea, a binario unico, era lunga circa 30 km e armata a scartamento metrico con rotaie di tipo Phoenix, ad eccezione delle brevi tratte in sede propria fra Angri e Scafati, dotate di rotaie Vignoles; la disposizione degli incroci consentiva una frequenza teorica di un passaggio ogni 30 minuti sull'intera linea con intensificazioni fino a un tram ogni 7 minuti all'interno di Salerno e Cava de' Tirreni.
La linea era elettrificata inizialmente all'inusitato valore di 6.000 V in corrente monofase a 16 2/3 Hz, mentre nell'area urbana di Salerno si utilizzava il convenzionale sistema a 600 V in corrente continua. A causa della complessità di tale sistema misto, nel 1913 si attuò una radicale trasformazione che portò all'adozione anche sul percorso extraurbano della tensione continua, elevata a 1200 V. Per attuare tale trasformazione furono realizzate due sottostazioni elettriche di conversione a Pagani e Cava de' Tirreni, alimentate da una terna trifase a 6.000 V fornita dalla Società Meridionale di Elettricità.
La linea aerea era del tipo a catenaria non contrappesata, sostenuta da pali tubolari tipo Mannesmann.

### Percorso

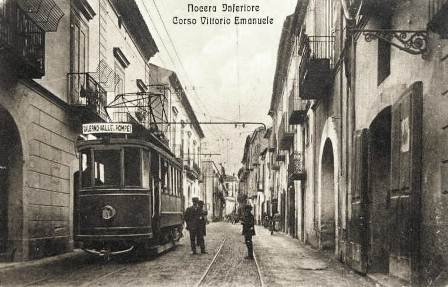
Nocera Inferiore, corso Vittorio Emanuele

Il percorso seguiva per buona parte la strada statale 18, che consentiva dunque di servire una fascia di territorio in maniera integrata rispetto alla preesistente Ferrovia Napoli-Salerno; erano presenti anche tre depositi: quello di maggiori dimensioni era a Pagani, dotato anche di rimessa, mentre più piccoli risultavano quelli di Salerno e Cava de' Tirreni; quest'ultimo, successivamente adibito a sede dell'ACI, fu inaugurato il 7 settembre 1910.
Uscita da Salerno, la tranvia seguiva poi la lunga salita verso Vietri, incontrando un primo punto d'incrocio presso la località Madonna degli Angeli; entrato dunque in comune di Vietri il binario seguiva corso Umberto per trovare un nuovo punti di incrocio in piazza Dante. Il terzo punto di incrocio si incontrava presso Ponte Surdolo, al che la tranvia giungeva a Cava de' Tirreni. All'interno della cittadina i raddoppi di binari erano in piazza Municipio e di fronte all'Hotel des Londres, nonché a Santa Lucia di Cava, ove la linea riprendeva a seguire il percorso della statale verso Nocera Inferiore.
Due altri incroci erano presenti a Camerelle e San Pietro, presso Nocera Superiore. A Nocera Inferiore le fermate, anch'esse dotate di binario d'incrocio, sorgevano in via Fucilari e all'altezza del Pastificio Rossi. Veniva così raggiunta Pagani, cittadina dotata di deposito tranviario e in cui la fermata con incrocio era posta in piazza Sant'Alfonso.
Un nuovo incrocio si incontrava a San Lorenzo per giungere ad Angri, con fermata e incrocio in piazza Doria. Dopo Angri si incontrava l'unico tratto in sede propria, realizzato per permettere al tram di prendere quota e sovrappassare la ferrovia Napoli-Salerno con un caratteristico ponte che ospitava altresì un incrocio tranviario. La provinciale per Pompei veniva poi seguita fino a tale località, previo incontro dei due punti d'incrocio a Madonna dei Bagni e a Scafati, in corso San Francesco.
A Pompei il primitivo capolinea tronco era situato sulla piazza del Santuario, mentre quello definitivo sorgeva di fronte alla stazione della Circumvesuviana.

### La rete urbana di Salerno
|  | Unused urban continuation backward |  | Continuation backward |  |

| Unknown route-map component "uexKBHFaq" | Unknown route-map component "uexABZg+r" |  | Straight track |  |

|  | Unknown route-map component "uexBHF" |  | Straight track |  |

|  | Unused straight waterway |  | Stop on track |  |

|  | Unknown route-map component "uexABZgl" | Unknown route-map component "uexBHFq" | Unknown route-map component "emKRZu" | Unknown route-map component "uexKBHFeq" |

|  | Unknown route-map component "uexKBHFe" |  | Station on track |  |

|  |  |  | Continuation forward |

Il capolinea di Salerno era formato da un anello di binari che sorgeva di fronte alla stazione ferroviaria; il doppio binario urbano raggiungeva poi il Teatro Verdi seguendo la via Garibaldi. Da qui si diramava la linea diretta al porto, a binario unico.
La linea per Fratte, che contava un solo punto di incrocio, si diramava da via Roma (allora corso Garibaldi) all'incrocio con via Velia e, percorso il corso Vittorio Emanuele, seguiva il tracciato di via dei due Principati fino al capolinea.

## Materiale rotabile

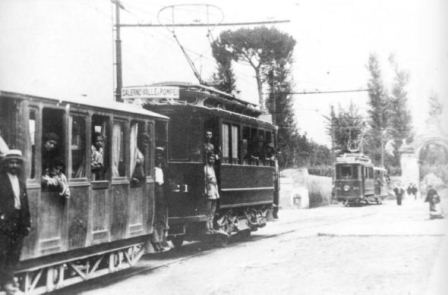
Incrocio di convogli tranviari ad Angri

Per l'avvio del servizio la TEPS ordinò venti vetture bidirezionali (1-20) giunte dalle officine americane The J.G. Brill Company di Philadelphia dotate di equipaggiamenti elettrici Siemens, alimentate alla tensione monofase 6000 Volt fuori dai centri abitati e 600 Volt in città. Tali vetture, assemblate a Salerno, erano lunghe 8,3 m per una massa di 13 tonnellate. Le prime otto unità avevano disposizione mista di I e II classe, mentre le successive disponevano di un unico ambiente di III classe. L'originale cassa in colore arancione con doghe a legno fu dapprima sostituita da una livrea bianco avorio e in seguito, dopo la riforma dei primi anni trenta, venne adottato lo schema unificato in due toni di verde. Ad esse si accompagnavano altrettante rimorchiate provenienti dalla Compagnie Géneral de Tramways d'Anverse, numerate 101-110.
Nel 1912 vennero aggiunte al parco rotabile altre nove vetture di costruzione MAN (21-30), anch'esse con equipaggiamento Siemens e anch'esse bidirezionali e benché realizzate su truck diverso, di foggia simile alle precedenti con le quali condividevano lo schema di colorazione e la suddivisione in due ambienti di I e III Classe.
La dotazione di rimorchiate si arricchì nel 1921 di ulteriori dieci rimorchiate (111-120), con cassa dotata di soli 5 moduli di finestrini.
Nel 1930, in occasione dell'inaugurazione del servizio verso Fratte, furono acquistate ulteriori quattro elettromotrici (41-44), costruite dalle Officine Ferroviarie Meridionali di Napoli con equipaggiamenti elettrici TIBB. La classe era unica, come negli esemplari 9-20, e la cassa fin dalla consegna dotata della livrea verde unificata.

### Materiale motore - prospetto di sintesi
| Unità  | Anno di acquisizione | Costruttore     | Note                                         |
| ------ | -------------------- | --------------- | -------------------------------------------- |
| 1÷20   | 1911                 | Brill / Siemens | Nel 1913 modificate per funzionamento a c.c. |
| 21-÷30 | 1912                 | MAN / Siemens   | Nel 1913 modificate per funzionamento a c.c. |
| 41÷44  | 1930                 | OFM / TIBB      |                                              |